# Costa dei Feaci
La costa dei Feaci, ufficialmente riconosciuta come Riviera dei Tramonti da settembre 2018, è il toponimo che identifica un tratto della costa tirrenica calabrese, per la precisione, la costa tirrenica della provincia di Catanzaro. Abbraccia, in ordine da nord a sud, i comuni di Nocera Terinese, Falerna, Gizzeria, Lamezia Terme e Curinga  affacciandosi sul golfo di Sant'Eufemia.

## Storia
Definita così per la collocazione in questo territorio del popolo omerico dei Feaci, la costa si estende per 40 km, esattamente di fronte alle isole Eolie.
La costa dei Feaci è l'estremo occidentale dell'istmo di Catanzaro, la striscia di terra, compresa tra due mari, più stretta d'Europa (circa 30 km) che rappresenta un sito di notevole interesse storico e naturalistico. Su questo tratto di costa calabrese, viene confermata la stretta correlazione paesaggistica tra mare e monti, che è la tipica morfologia territoriale della regione. 
Nella sua porzione settentrionale svettano le cime meridionali della Catena Costiera, i monti Sant'Elia, Mancuso e Reventino, mentre a sud le cime più occidentali del monte Covello e monte Contessa che fanno da spartiacque tra i comuni della provincia di Catanzaro e della provincia di Vibo Valentia. Qui si trova la riserva del lago Angitola, un lago di origine artificiale che rappresenta l'habitat ideale per alcune specie di flora e fauna. Al centro si trova la piana di Sant'Eufemia, una piana fertile e molto ricca di vegetazione; è sede dell'aeroporto internazionale e di uno snodo ferroviario e autostradale.
Questo territorio non offre solo natura, ma anche storia, cultura, tradizioni: il tutto magicamente fuso in un unico insieme. Infatti il tirreno catanzarese è una riviera che viene nominata nei libri storici, menzionata nell’Odissea di Omero come regno dei Feaci; Il naufrago Ulisse venne dapprima gettato su una costa ripida di rocce e scogli, probabilmente la costa intorno al Capo Vaticano (Costa degli Dei), poi, volendoli evitare, Ulisse cercò riparo sulle rive pianeggianti. Si salvò sulla foce di un fiume sulla cui riva crescevano canneti; perciò Omero si riferisce ad una pianura, racchiusa da una ripida costa. Troviamo queste caratteristiche sulla costa occidentale dell'istmo, cioè nella piana di S. Eufemia, alle foci del fiume Amato. E sulla foce dell'Amato si trovano i menzionati canneti.
Inoltre, in questo scenario storico-paesaggistico sono armoniosamente collocate le antiche Torri di difesa e di avvistamento, conosciute come “Torri Saracene”, costruite in epoche diverse per contrastare i nemici provenienti dal mare e anche Terina, un'antica città della Magna Grecia i cui scavi archeologici si trovano nel comune di Lamezia Terme, a cinque chilometri dal mare.
La costa dei Feaci è una costa prevalentemente bassa, sabbiosa. Gli sport più gettonati sono: il kitesurf, il windsurf, la vela e i consueti sport estivi sulla sabbia.
Dalla costa dei Feaci si possono ammirare le fantastiche isole Eolie. Lo Stromboli, noto vulcano attivo, e la sua sciara è quasi sempre visibile.  Con il cielo limpido e quando il mare si dissolve all'infinito si possono godere e quasi toccare tutte e sette le isole Eolie. Passeggiando sul lungomare dei tramonti, con alle spalle la lussureggiante pineta mediterranea lametina che in primavera è un'esplosione di giallo sole per via degli splendidi alberi di mimosa selvatica, si possono sentire i profumi e la freschezza della vegetazione, in cui si innestano i maestosi eucalipti. Il dolce richiamo del mar Tirreno, col suo fruscio incantevole nelle giornate calme che diventa ruggito maestoso nelle giornate agitate e ventose, si manifesta là dove le onde fanno a gara ad infrangersi sull'immenso arenile. Diventa poi uno specchio il Golfo di Sant'Eufemia, quasi come un lago alpino nelle giornate settembrine che invita a camminarci sopra, stimolando la fantasia dei visitatori e dove sardine, aguglie, sgombri, tonni e delfini spiccano salti e si rincorrono nel ciclo vitale marino. L'immensa spiaggia larga e lunga, che come un perfetto arco funge da bordo alla baia dei Feaci, inizia con un naturale tappeto erboso che attecchisce nella prima fascia sabbiosa sino a sfumare e, nelle varie stagioni, alterna fiori di tutte le colorazioni; da qui non si vede ancora la battigia, ma si vede il mare e per capire se vi è onda bisogna proseguire in avanti per scoprirlo. E la sorpresa é sempre piacevole. La sabbia poi sfuma e lascia il posto ad uno strato di levigatissimi ciottoli (u vrìacciu): una collezione di pietre preziose provenienti da ogni dove, sulle quali poggiare l'asciugamano e apprezzarne il calore massaggiante.